# Iefimovski
Yefimovsky (en russe : Ефи́мовский) est une Commune urbaine du raïon de Boksitogorsk de l'oblast de Léningrad, en Russie.

## Géographie
Yefimovsky est située au bord des rivières Valthenka, Bystraja et Sominka, à 70 km à l'est de Boksitogorsk.
La superficie de la municipalité de Yefimovsky est de 995,76 kilomètres carrés. 
Elle est bordée par Anisimovo , Klimovo , Podborovje , Radogošchi et Samoilovo du raïon de Boksitogorsk, par le raïon de Tikhvine de l'oblast de Leningrad et le raïon de  Tchagoda de l'oblast de Vologda.  
Environ 91,2 % de sa superficie est constituée de forêts, 4,5 % de terres agricoles, 2,0 % de résidences et 1,8 % d'eau.

## Population
Recensements (*) ou estimations de la population :
| 1989  | 2002  | 2010  | 2013  |
| ----- | ----- | ----- | ----- |
| 5 177 | 3 937 | 3 611 | 3 669 |

| 2015  | 2021  | - | - |
| ----- | ----- | - | - |
| 3 668 | 3 125 | - | - |